# ابتسم للدنيا (كتاب)
ابتسم للدنيا هو أحد أشهر أعمال الكاتب المصري الساخر محمد عفيفي. يتكون الكتاب من 27 مقالة ساخرة يحكي من خلالها الكاتب عن بعض المواقف الطريفة التي تصادفه في حياته أو بعض المواقف التي يتخيلها ويقوم بوصفها بطريقة ساخرة مضحكة. ويتصف أسلوبه بمزج اللغة العربية الفصحى مع بعض الألفاظ والتعبيرات العامية. والكتاب من إصدار مؤسسة أخبار اليوم.

## روستو ونيكوتين
تتحدث المقالة الأولى عن إصابة الكاتب بالمرض نتيجة لبعض العادات الغذائية السيئة. فيتحدث عن مرضه بسبب حبه للطعام المصري المشبع ب«السمن والتقلية والتوابل» وحبه للتدخين بعد الطعام مباشرة مع علمه بأن هذه العادة تضر بصحته. ويستمر عفيفي في وصف أصناف المأكولات التي يحبها والمتعة التي يشعر بها، وفي نهاية المقالة يتوصل إلى نتيجة واحدة وهي أنه لن يمنع نفسه من العادات المضرة بالصحة وعندما يُسأل عن السبب يكون رده: «ما الفائدة من الحياة مائة عام من الحرمان المستمر؟»

## حالة قططية
في المقالة الثانية يحكي عفيفي قصته مع القط المشمشي الذي يعيش معه. اعتاد ذلك القط المسمى (سمسم) أن يجلس على حجره طوال الوقت ويتمسح في ساقيه، وأصبح الأمر مملا فكلما حاول التخلص من القط، عاد مرة أخرى. ويستمر الكاتب في سرد بعض المواقف التي تحدث بينه وبين «سمسم» وفي نهاية المقالة يذكر الحكمة التي أراد توضيحها فيقول «ميلك لشخص ما لا يجب أن يستبد بك حتى ترمي جتتك عليه لأنه مهما كان يبادلك الحب فلابد أن يأتي عليه وقت يضيق بك فيه». وذلك بالفعل ما حدث معه، فالبرغم من أنه يحب القط، إلا أنه يشعر بالملل أحيانًا.

## البوليس وأنا
تدور المقالة الثالثة حول رعب الكاتب من أقسام البوليس. ويتخيل موقفا يواجهه حين يريد أن يستخرج شهادة مخالفات، فيدخل القسم وإذا به يتوتر ويتعلثم فجأة. ثم يتخيل بعد ذلك حوار متوتر يقع بينه وبين الضابط حيث يسأله الضابط إذا كان يمتلك سيارة ويسأله عن نوعها ولونها ويجيب عفيفي متوترًا بأنها سيارة فورد ذات لون نبيتي، ثم يحضر ضابط ثاني ثم ثالث، ويضحكوا. وفي نهاية ذلك المشهد الخيالي، يضعونه في «التخشيبة» بتهمة «إحراز سيارة فورد، ونبيتي كمان!».

## كيف تخدع المرأة
تتكون هذه المقالة من ثلاثة نصائح عن كيفية خداع المرأة واستمالتها. يقول عفيفي «هي ارشادات أسوقها لك نقلًا عن صديق لي من المتخصصين في هذا الفن» وهذه النصائح هي «امدحها، وامدحها، وامدحها!» فمن وجهة نظر ذلك الصديق، المدح هو السر الذي سيسهل عملية التقرب إلى المرأة، حتى وإن كان عن طريق «كذبة صغيرة». ويحكي الكاتب عن بعض المواقف التي أخبره بها صديقه؛ فمثلا، من الممكن أن يمدح الرجل شعر المرأة ويشيد بنعومته وجماله وإن كان «مثل الكنافة أو الإسباجتي».

## رأي في العصافير
تحكي هذه المقالة الساخرة عن موقف حدث للكاتب. فقد كان يجلس مع زوجته في حديقة المنزل وقرر أن يبدأ معها حواراً فلسفياً عن نظرية التطور لدارون. فكان يتحدث عن كيفية تطور العصفور من سمكة إلى سحلية إلى أن وصلت لشكلها النهائي. سخرت زوجته منه بالطبع، وعندما سمع الخادم ذلك الحوار، أخبر الإبن وهكذا انتشر الأمر ليصل إلى أبناء الجيران. وأصبح الجميع يسخرون ويتهامسون حول نظرية الكاتب الفلسفية. وبسبب عناءه من تلك السخرية قرر أن يستخدم «الطريقة الجديرة بكافة العلماء، وهي إقفال الأذن عن كلام الصعاليك.»

## فانتازيا
يعبر عنوان هذه المقالة تعبيرًا دقيقًا عن محتواها. فهي بالفعل قصة تمتلئ بالخيال والفانتازيا. يتصور محمد عفيفي نفسه صيادًا محترفاً في الأدغال ويعمل كمرشد لمليونير أمريكي وأنيتا، زوجته الحسناء. يظهر الكاتب المتمثل في شخصية الصياد بأنه قوي وشجاع ومقدام، على عكس الزوج الذي يظهر في صورة الرجل «المغفل». تبدأ أنيتا في إظهار إعجابها بالصياد بعد قيامه بعدة مواقف بطولية؛ فقد أنقذها من ثعبان ومن تمساح وكذلك وقف صامدًا أمام أحد الأسود على عكس زوجها الذي كان جباناً. وتنتهي هذه المشاهد بنهاية المقالة حيث ينام الزوج في حين يقبّل الصياد أنيتا.

## أنا جائعة
يتكلم الكاتب في هذه المقالة بلسان قطة جائعة، فينقل للقارئ شعور القطة بالكراهية والنفور وصاحبها يداعب شعرها وأسفل ذقنها. ثم تعض القطة صاحبها وتحاول الهرب إلى المطبخ وتصل إليه في النهاية، الي «الحلة الكبيرة التي تفوح منها رائحة الطعام الشهي.» ولكنها لا تستطيع فتحها بسبب وجود غطاء ثقيل عليها.

## دنيا العيال
يبدأ عفيفي المقالة بإبداء كراهيته للأطفال حيث يقول «أكرههم وأحتقرهم ولا أريد أن أرى وجههم.» ويوضح سبب تلك الكراهية من خلال حوار دار بينه وبين طفل في الثالثة من عمره. فقد رأى الطفل برتقالة وبدأ في طرح الكثير من الأسئلة المتكررة؛ «دي يوسفندية يا بابا؟»، «برتقالة؟»، «فين يا بابا؟». بعد ذلك بدأ الطفل نوعا من المزاح حيث أخذ يسأل العديد من الأسئلة وهو يعرف إجاباتها، كما أنه بدا مستمتعًا بدرجة كبيرة و«بدلًا من أن يزعل يبتسم».

## اتيكيت
في المقالة التاسعة من الكتاب، ينقد محمد عفيفي ظاهرة إجتماعية وهي مصافحة المرأة للرجل دون أن تقف احتراما له. ويعتبر الكاتب ذلك «لونا من قلة الأدب». فمن وجهة نظره، جائت تلك الظاهرة من «كتاب رخيص أو مقال تافه في قواعد الإتيكيت» ولكنها لا تتناسب مع نساء القاهرة، فهي تتناسب فقط مع المرأة الأوروبية لاختلاف ظروفها الاجتماعية. ويختم المقالة بقوله أنه لا يقبل أن تعامله امرأة ب«قلة أدب».

## مأساه صغيرة
تدور هذه المقالة حول بطل كان يعيش مع حبيبته لمدة ثلاث سنوات في هناء وسعادة. والغريب أنهم كانوا يعيشون في بيت زوجها العجوز الذي كان يتولى الإنفاق عليهم. وكانت تلك المرأة وزوجها مقتنعان بفلسفة حب الآخرين، فيجب على كل منهم أن يحب الآخر. وجاء يوم ذهبت فيه المرأة ووعدت البطل بهدية عند عودتها وبالفعل عادت ومعها حبيب جديد. كرهه البطل كرهًا شديدًا، وحاول أن يقنع الزوج العجوز بالانتقام منه -الحبيب الجديد- ولكن الزوج كان لا يزال متمسكًا بضرورة حب الآخرين. وفي نهاية المقالة، كتب محمد عفيفي ملحوظة صغيرة تفيد بأن هذه المقالة «منتزعة من يوميات طفل عمره ثلاث سنوات بعد أن ولدت أمه طفلًا جديدًا». ليتبين للقارئ ان البطل هو طفل صغير يشعر بالغيرة نحو أخوه المولود الجديد لأنه أخذ حنان أمه.

## نجمة المستقبل
يبدأ عفيفي هذه المقالة قائلًا «أنا اليوم لست كاتب هذه السطور، وإنما أنا منتج سينمائي من نوع نادر جدًا». والنوع النادر الذي يقصده، هو النوع الذي لا يهتم إلا بالمظهر حيث تأتي شابة اسمها «ليلي سليمان» وتريد أن تصبح مطربة. لا يهتم المنتج إلا بجمالها ومظهرها فيسأل مساعده «أجميلة هي يا إبراهيم؟» ثم يخبر ليلي أثناء الحوار الذي دار بينهما أن «الصوت بالنسبة للمطربة أصبح في الوقت الحاضر في المرتبة الثانية».

## الأناقة ونحن
يشتكي الكاتب في هذه المقالة من الملابس التي تتمرد على صاحبها فتصيبه ب«البهدلة». ويتحدث بالتفصيل عن كل قطعة ملابس مثل الكرافتة التي دائمًا تتحرك من مكانها والبنطلون الذي «يتدلى مع كل خطوة» والحذاء الذي يجمع الأتربة. ويصل عفيفي لنتيجة مرضية وهي أنه لن يهتم بملابسه مرة أخرى لأنه لا يجد جدوى من ذلك.

## الضجة السيمفونية
يتمنى محمد عفيفي ان يلتقي بأنثى تحب الموسيقى السيمفونية. فكل من عرفهم في حياته يستمعون للموسيقى لا لأنهم يحبونها، بل للمشاعر الجميلة التي تشعلها في أنفسهم. ومن الإناث من تتأثر بموسيقى عبد الحليم حافظ وفريد الأطرش ومنهم من تحب عبد المطلب ولكنه لم ير واحدة منهن تحب الموسيقى السيمفونية وتتمتع بجمالها، ويتمنى لو يلتقي بها يومًا ما.

## السيمفونية الصاعقة
يتمنى الكاتب في هذه المقالة أن يكون موسيقيًا، فيتخيل نفسه مزيجًا بين بيتهوفن وموزار وعبد الوهاب. يصعد على المسرح وسط ثلاثة آلاف مستمع وثلثمائة عازف، ويبدأ الجميع في التصفيق بلهفة وإجلال منتظرين اللحظة التي يبدأ فيها السيمفونية. يشعر بأهميته الشديدة حين يستمر الجمهور في التصفيق لمدة تتراوح بين «نصف ساعة وخمس وأربعين دقيقة» وفي تلك اللحظات الجميلة تنظر إليه سيدة شقراء مثقفة كانت تجلس مع زوجها، وبعد انتهاء السيمفونية يفاجأ بها منتظرة في سيارته البنتلي وتذهب معه إلى عمارته الفاماجير مما يرضي غروره ويسعده كثيرًا.

## زوجتنا والخدم
في هذه المقالة يتعجب عفيفي من كره زوجته للخدم، وبالرغم من أنها تحتفظ بخادمين في المنزل إلا انها تكرههم كرهاً شديدًا. يحكي عن كيفية تربص زوجته لأخطاء الخدم وكيف أنها تستغل كل فرصة لكي تنهرهم. فمن المواقف التي ذكرها أن الزوجة تملي على الخادمة الكثير من الطلبات في سرعة شديدة فتنسى الخادمة بعض الأشياء وتنهرها الزوجة وتمطرها بسيل من الشتائم. ويستمر عفيفي في سرد تلك المواقف بسخريته المعتادة وفي النهاية يقر بأنه ما زال لا يعرف لماذا تكره زوجته الخدم.

## رحلة إلى السماء
تتحدث هذه المقالة عن الموقف الحرج المتوتر الذي يصيب الناس أثناء صعودهم في المصعد. فبينما الكاتب يصعد مع امرأه ينتابه توتر شديد حيث لا يدري إلى أي اتجاه ينظر. في البداية، ينظر إلى وجه المرأة ليتفحصها، ثم ينظر إلى شاشة المصعد التي تظهر الأرقام، وبعد ذلك ينظر إلى الحائط ثم يعاود النظر إليها. والوقت يمر بطيئاً فيزيد من الشعور بالحرج. ويستنتج الكاتب من نظرته إلى المرأة انها تخفي سر حزين وعميق ويستعجب من قدرتها على الاحتفاظ بالجلال والرزانة بينما هو في حالة توتر. ويستمر الأمر هكذا حتى ينفتح باب المصعد فتتعثر المرأة وتقع ويتبعثر معها كبرياؤها.

## الناموس وأنا
يعيش عفيفي في الهرم، ويلاحظ أن في هذه المنطقة يكثر الناموس الذي يتغذى على أوجه البشر حتى أصبحت وجوههم مليئة بالبقع الحمراء. وفي يوم من الأيام أمر الخادمة بأن ترش الغرفة بمبيد حشرات وبالفعل بدأت الرش، ولكن لم يمت الناموس بل استقر على حوائط الغرفة. بعد ذلك جائت زوجته ضاحكة لتخبره بأن الخادمة رشت «زيت زيتون فرنساوي» بدلا من المبيد.

## رأي الطقطوقة
في هذه المقالة يبدي الكاتب رأيه في «الطقطوقة» ويحاول إقناع القارئ به. فبينما يعتبرها معظم الناس منفضة للسجائر، يرى هو أنها تفسد متعة التدخين. ومن وجهة نظره، فإن إطفاء السجائر ونثر رمادها على الأرض جزء لا يتجزأ من المتعة، بل إنه من الطبيعي أن يقوم المرء بإطفاء سجائره على أي قطعة أثاث تقابله فيخاطب القارئ قائلًا انه من الممكن «أن تنتهي من تدخين سيجارتك فتمد يدك إلى أقرب منضدة أو مسند خشبي لكرسي أو حتى راديو موبيليا وتفعص العقب عليه فعصًا».

## رحلة سوداء
يتحدث عفيفي هنا عن رحلته مع أسرته إلى الإسكندرية. ويملأ هذه الرحلة الحظ السئ، فقبل وصولهم بسبعين كيلومتر حدث عطل بمحرك السيارة وحين ذهبوا بها إلى الميكانيكي أخبرهم بأنهم لن يستطيعوا السير بها لأكثر من كيلومتر واحد. وعندما وصلوا إلى الإسكندرية أخيرًا تكلف إصلاح محرك السيارة 8 جنيهاً مما جعل شراء المأكولات البحرية أمرًا صعبًا لعدم توافر المال. ولتأكيد ذلك الحظ السئ، انقطعت المياة عن مسكنهم وحدث عطلًا آخر بالسيارة مما جعل الكاتب يصفها ب«رحلة سوداء».

## هذه الكتب .. وأنا
يتحدث محمد عفيفي عن طرائف قابلته أثناء قراءة بعض الكتب في المجالات المختلفة مثل علم الفلك والفلسفة والكيمياء والطبيعة. ومن الطرائف التي قرأها وقرر أن ينقلها للقارئ أن النور الذي يوجد حولنا ليس موجودًا بالفعل ولكنه «علاقة أنفعال بين الجهاز الذي نسميه بالعين وبين العالم الخارجي». وقرأ أيضًا أن في قبيلة بدائية تسمى تشامبولي تتولى المرأة الصيد وصنع الشباك ثم تبيع الأسماك في السوق بينما يتفرغ الرجل لفنون الرقص والنحت والتصوير والموسيقى. ويختتم الكاتب المقالة بشئ آخر قرأ عنه وهو أن عدد السكان سيزداد بشدة حتى «أن رقعة الأرض اليابسة لن تتسع لهم الا وهم واقفون جنبًا إلى جنب».

## مانيكير
تتحدث هذه المقالة عن امرأة تريد أن تشتري زجاجة من المانيكير، وزوجها يرفض ذلك حيث لا يتبقى معه سوى جنيه واحد. ومثلما يعتبر الزوج السجائر شيئا لا يستطيع العيش بدونه فكذلك تعتبر الزوجة المانيكير مهمًا جدًا خاصة أن «سلفتها» تكون دائمًا على «سنجة عشرة». ولذلك تشتري المرأة المانيكير وعندما يكتشف الزوج يحدث صراعاً بينهما.

## مأساه في الصيف
تدور هذه المقالة حول موقف حدث للكاتب إذ ذهب إلى غرفة المعيشة لينام، وكعادته بدأ برش المبيد الحشري، وإذا به يجد برصاً وقد انزعج من رائحة المبيد فخرج من جحره. واستلقى الكاتب لينام ولكنه بدأ يفكر في البرص الذي قد يزحف إلى جانبه أثناء نومه ولذلك قام ليخرجه من الغرفة وبالفعل خرج إلى الحديقة ونام الكاتب وهو يفكر بندم أنه طرد كائنًا من بيته.

## جرائم القتل الأدبية
ينقد محمد عفيفي في هذه المقالة فكرة الانتحار غير المبرر في الأعمال الأدبية. في البداية، يمدح نجيب محفوظ الذي كتب رواية بداية ونهاية ويمدح أيضًا صلاح أبو سيف مخرج الفيلم. ولكنه يؤكد على أنه يرفض مبدأ الانتحار لشخصية حسن أو شخصية نفيسة لأن أحدهما لم يعانِ من النزعة الانتحارية منذ الصغر ولذلك فإن إنتحارهما مفتعل. ثم يؤكد عفيفي أن رفضه لمبدأ الانتحار لا يقتصر فقط على هذه الرواية أو هذا الفيلم بل على أعمال أخرى مثل رواية أنا كارنينا للكاتب ليو تولستوي. ويرى أن الكاتب عندما يقتل بطلة روايته فإنه يكون نوعًا من العقاب لأنها أخطأت.

## سجاير وسرطان
في هذه المقالة يبدي الكاتب رأيه في علبة السجائر التي نجد عليها تحذيرًا من المواد التي تسبب الإصابة بالسرطان. فالسبب الأساسي من كتابة هذه العبارة هي تشجيع المدخن على ترك التدخين وتخويفه من العواقب الوخيمة التي تترتب عليه. ولكن من وجهة نظر الكاتب فإن هذه العبارة التحذيرية تؤثر في المدخن تأثيرًا عكسيًا لأنها قد تنمي عنده شعوراً بالتمرد فلا يلقي لها بالًا ويستمر في التدخين. وقد تتسبب هذه العبارة أيضًا في قلق وتوتر وخوف للمدخن، فهو لن يتوقف عن التدخين ولكن ستنتابه مخاوف لا لزوم لها.

## يوميات صيف بحرية
تنقسم هذه المقالة إلى عدة أجزاء، كل جزء يعبر عن يوم قضاه الكاتب مع أسرته في الإسكندرية. فيبدأ بيوم الجمعة الذي قضاه مع أسرته على الكورنيش، ثم يتحدث عن يوم الأحد الذي قضاه في أحد الكازينوهات. ثم يوم الإثنين الذي ذهب فيه إلى ملهى ليلي ليجد المراهقين يرقصون بينما يأكل هو الجمبري ويشرب الويسكي. وانتهت يومياته الصيفية بيوم الثلاثاء الذي ابتلع ابنه فيه قرشاً.

## حياة بشعة
استوحى الكاتب هذه المقالة من الفيلسوف شوبنهور ومن كتاب زوجات مفترسات للدكتور عبد المحسن صالح. فيتحدث عن الشر الذي يحدث في الحياة نتيجة لأن الكائنات الحية تأكل بعضها. وضرب عدة أمثال للحيوانات مثل الكلاب التي تأكل السلاحف أو الحوت الذي يأكل الآلاف من الأسماك والقشريات قبل أن يلتهمه قطيع من الحوت القاتل. ثم ينتقل إلى الحشرات التي تلتهم أزواجها بعد الزواج، ومن هذه الحشرات فرس النبي والخنفساء والعنكبوت. ثم يختم الكاتب المقالة قائلًا أن كل هذه الحيوانات تقتل لكي تأكل ولكن الإنسان «هو الكائن الوحيد الذي يأكل ليقتل».

## خواطر باردة
في المقالة الأخيرة من كتابه يتحذث الكاتب عن بغضه الشديد للشتاء كما يقارنه بالصيف. فهو يكره الشتاء وغيومه والأمطار التي تبلله وتبلل كتبه. وكذلك يكره البرودة التي تصيب يديه وقدميه، والزكام الذي يصيبه فيضطر إلى أن يقضي الشتاء كله في منزله بعيدًا عن الناس. ويتحدث أيضًا عن كرهه لفاكهة الشتاء مثل البرتقال، وخضاره الذي يتمثل في البسلة والخبيزة. ويذكر أن من الأشياء الذي يعاني منها في الشتاء هو البرد الشديد أثناء النوم، فهو يشعر دائمًا أن «اللحاف نفسه يكون دائمًا أبرد منه». وأخيرًا يختم المقالة مخاطبًا القارئ فيقول «كلا، لا أظن أنه في استطاعتي أن أحب الشتاء أبدًا. فلا تتعب نفسك في محاولة إقناعي».